# Cyril Dion

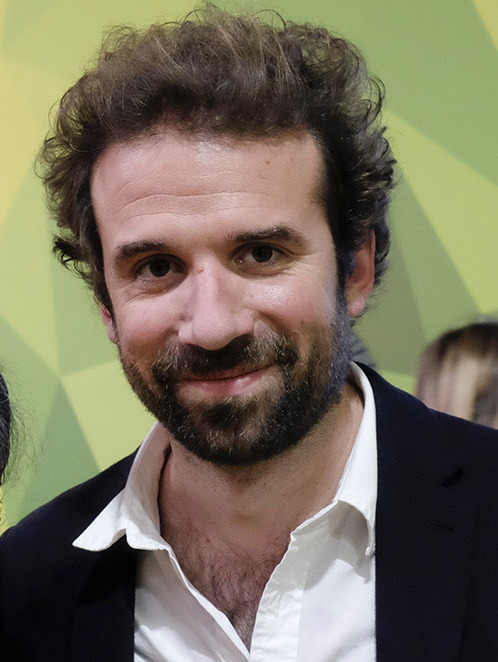
Cyril Dion (2015)

Cyril Dion (* 23. Juli 1978 in Poissy) ist ein französischer Schriftsteller, Regisseur, Dichter und Aktivist.

## Werdegang
Nach seinem Studium an der École d’art dramatique Jean-Périmony arbeitete er für kurze Zeit als Schauspieler. Daraufhin wurde er Projektkoordinator für die Stiftung Fondation Hommes de Parole. 2003, 2005 und 2006 organisierte er einen israelisch-palästinensischen Kongress in Caux sowie den ersten und zweiten World Congress of Imams and Rabbis for peace in Brüssel und Sevilla.
2007 gründete er mit einigen Freunden die Umweltbewegung Colibris, deren Leiter er bis Juli 2013 war. 2010 war er mit Colibris Berater und Co-Produzent für den Film Think global act Local von Coline Serreau. 2012 gründete er das Magazin Kaizen, als dessen Herausgeber er von März 2012 bis April 2014 fungierte. Außerdem gibt er gemeinsam mit Jean-Paul Capitani die Buchreihe Domaine du Possible („Der Bereich des Möglichen“) für den französischen Verlag Actes Sud heraus.
Seit dem Alter von 17 Jahren schreibt Dion Gedichte; 2014 erschien seine Gedichtsammlung Assis sur le fil im Verlag Éditions de la Table ronde.
Gemeinsam mit Mélanie Laurent hat er den Dokumentarfilm Tomorrow – Die Welt ist voller Lösungen (Demain) geschrieben und produziert, der in Frankreich im Dezember 2015 und in Deutschland 2016 in die Kinos kam. Das Buch zum Film wurde in mehrere Sprachen übersetzt. Tomorrow gewann 2016 den César für die beste Dokumentation und lockte mehr als eine Million Menschen in die Kinos. Der Film wurde in mehr als 30 Ländern gezeigt. Viele Franzosen haben ihn zum Anlass genommen, sich daraufhin gesellschaftlich mehr zu engagieren. Laut der französischen Zeitung Libération „gelingt Cyril Dion in einer Stunde und 58 Minuten, was Jahrzehnte des Umweltaktivismus nicht geschafft haben: den Grundstein für eine neue gemeinsame Fiktion zu legen“. In den USA wurde der Film von den Kritikern der New York Times empfohlen.
Im September 2016 war Cyril Dion Juryvorsitzender im Bereich Dokumentarfilm beim Biarritz Film Festival. Im Oktober war er Schirmherr des Festivals Atmosphère und des Festival International du Film Francophone de Namur in Belgien.
Im August 2017 erschien Dions erster Roman Imago bei Actes Sud, das Buch wurde von der Kritik wohlwollend aufgenommen.
Im Mai 2018 veröffentlichte Dion sein Petit manuel de resistance contemporaine (deutsch: „Kurze Anleitung zur Rettung der Erde“, Reclam-Verlag 2019) bei Actes Sud. Unmittelbar nach Erscheinen gelangte das Buch auf die Sachbuch-Bestsellerliste in Frankreich. Charlotte Bloch schrieb im Magazin L’Express: „Anstatt moralistisch oder utopistisch daherzukommen, bringt dieses prägnante Büchlein frischen Wind in die aktuelle Umweltbewegung. Es macht keine Umschweife, sondern stellt klare Fragen und bemüht sich um praktische und konstruktive Antworten.“
Im Dezember 2018 wurde Dions zweiter Film Après-Demain („Übermorgen“) vom französischen Sender France 2 sowie von RTBF in Belgien und RTS in der Schweiz gezeigt. Er war im Auftrag des Senders France 2 entstanden und sollte die Fernsehausstrahlung von Tomorrow begleiten. Der 71-minütige Dokumentarfilm stellt Menschen vor, die als Reaktion auf Dions ersten Film politisch oder gesellschaftlich aktiv geworden sind. Wie in seiner Kurzen Anleitung zur Rettung der Erde argumentiert Dion in seinem Film, dass Narrative bzw. Fiktionen eine wichtige Rolle bei der Entwicklung von Gesellschaften spielen. „Das ist die Erkenntnis aus Après-Demain: Dinge können sich verändern, sobald es genügend Menschen gibt, die eine neue Geschichte erzählen und friedlich zusammen auf die Straße gehen, wie beispielsweise die Bürgerrechtsbewegung oder die Frauenbewegung.“
Im Dezember 2018 beteiligte sich Dion gemeinsam mit den Schauspielerinnen Juliette Binoche und Marion Cotillard an der Aktion L’Affaire du Siècle („Die Angelegenheit des Jahrhunderts“), die von vier NGOs (Greenpeace, Oxfam France, der Fondation Nicolas Hulot und Notre affaire à tous) organisiert wurde. Gemeinsam wollen sie den französischen Staat dafür verklagen, dass er nicht ausreichend gegen den Klimawandel vorgehe. Binnen weniger Tage brach die damit verbundene Online-Petition alle französischen Rekorde; 2,35 Millionen Menschen unterstützten bislang die Aktion.
2022 erschien über Arte France sein dreiteiliger Dokumentarfilm Un monde noveau („Eine neue Welt“), in dem er unter anderem David Wallace-Wells und Sea Shepherd interviewt.

## Werk

### Filme
- Tomorrow – Die Welt ist voller Lösungen, gemeinsam mit Mélanie Laurent, produziert von Move Movie, 2015
- Après-Demain, gemeinsam mit Laure Noualhat, 2018
- Un monde noveau, Arte France, 2022

### Gedichte
- Assis sur le fil, Éditions de la Table ronde, 2014

### Essays
- Tomorrow – Die Welt ist voller Lösungen: Das Buch zum Film, übers. von Elisabeth Müller, Kamphausen Media, 2017
- Kurze Anleitung zur Rettung der Erde. Wofür wir heute kämpfen müssen, übers. von Ute Kruse-Ebeling, Reclam-Verlag, 2019 (Petit manuel de résistance contemporaine : Récits et stratégies pour transformer le monde, Éditions Actes Sud, coll. « Domaine du possible », 2018)

### Roman
- Imago, Editions Actes Sud, Domaine français, 2017

### Kinderbücher
- Demain, les aventures de Léo, Lou et Pablo à la recherche d’un monde meilleur (mit Mélanie Laurent), éd. Actes Sud Junior / L’amandier, 2015
- Demain entre tes mains (mit Pierre Rabhi), éditions Actes Sud Junior, 2017

## Ehrungen
- Festival du film de Sarlat 2015: Salamandre d’Or (Publikumspreis)
- Festival Ram Dam de Tournai 2016: Preis für den besten Dokumentarfilm
- César 2016: Preis für den besten Dokumentarfilm
- City of Lights, City of Angels Festival Los Angeles 2016: Preis für den besten Dokumentarfilm
- Prix Saint-Just de Narbonne 2016
- Docteur Honoris Causa der Universität Namur (4. Oktober 2016)
- Blue Planet Award Nausicaa 2017
- Prix Méditerranée du premier roman 2018 für den Debütroman Imago

### Nominierungen
- Prix Lumière 2016: Preis für den besten Dokumentarfilm
- Stanislas 2017 Award: bestes Romandebüt
- Style Award 2017
- Première plume 2017 Award